# Kostel svatého Vavřince (Vrchlabí)
Kostel svatého Vavřince, jáhna a mučedníka ve Vrchlabí je římskokatolický děkanský kostel postavený v letech 1886–1889 pražským architektem Stephanem Traglem v novogotickém slohu. Nachází se na náměstí Míru ve Vrchlabí, v okrese Trutnov Královéhradeckého kraje. Kostel chráněn jako kulturní památka.

## Historie

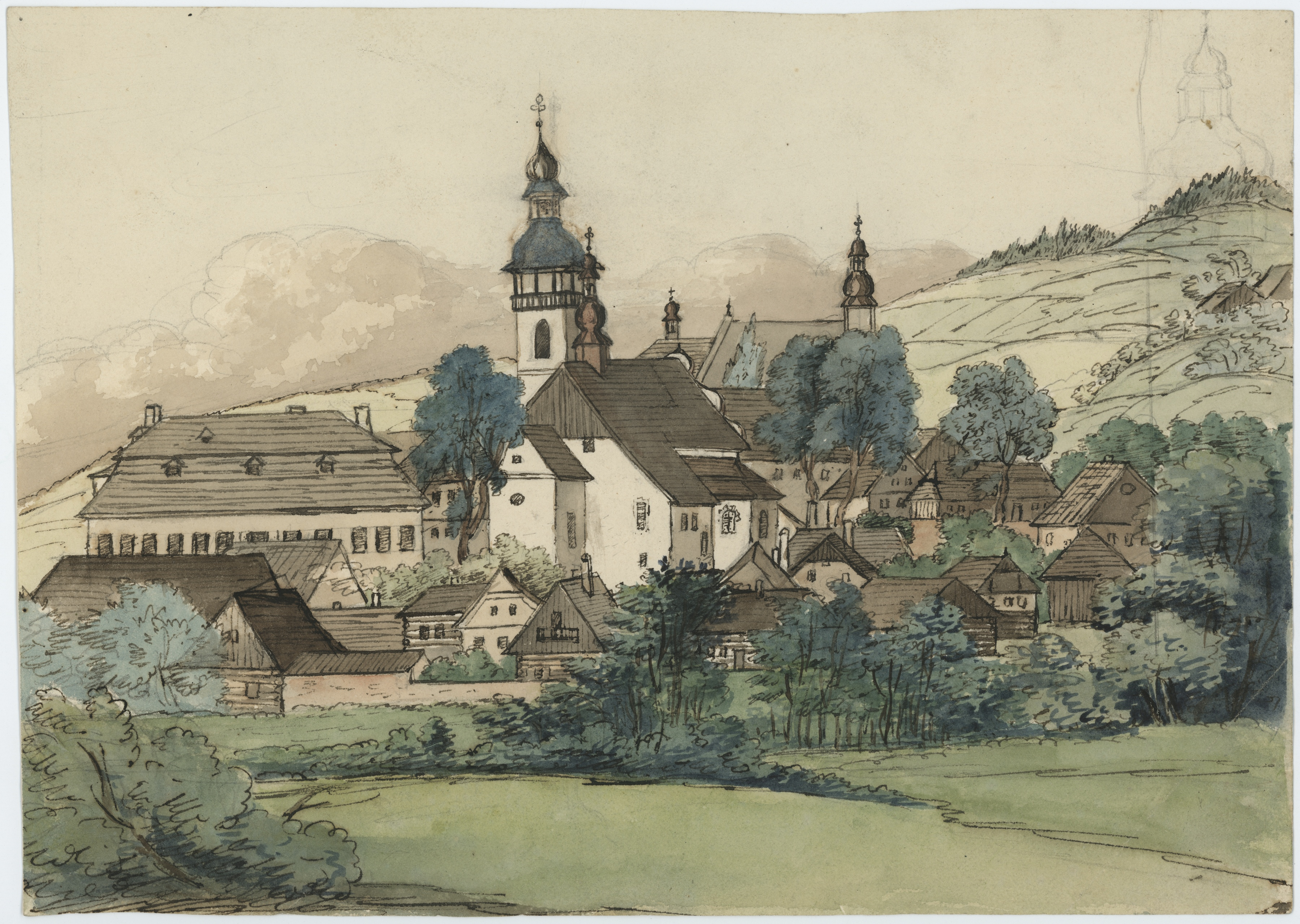
Ilustrace podoby starého kostela a jeho okolí

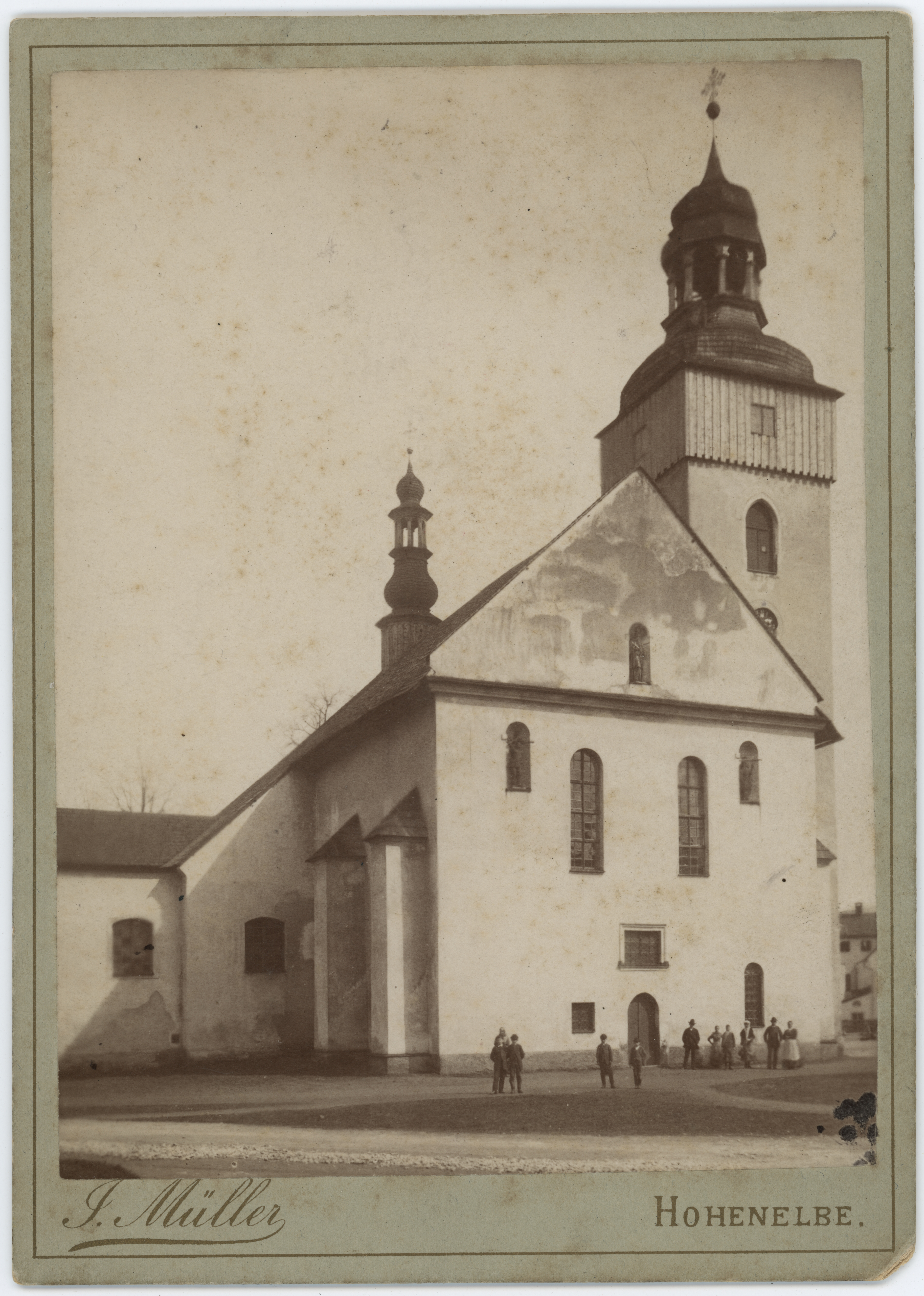
Fotografie starého kostela svatého Vavřince

Současný novogotický kostel stojí na místě zbořeného gotického kostela ze 14. století.
Původní kamenný kostel byl postaven v polovině 14. století gotickém slohu se zasvěcením jáhnu a mučedníkovi svatému Vavřinci.
V období renesance byl přestavěn a rekonstruován. V roce 1570 byl pokryt pálenou krytinou a o čtyři roky později zaklenut širokou valenou klenbou s výsečemi. V roce 1599 byl kostel doplněn o věž s ochozem, připisovanou držiteli Vrchlabí Vilému Miřkovskému a jeho manželce Rozině. Renesanční byly též dřevěné zpěvácké empory.
Roku 1745 byla k severní stěně přistavěna barokní kaple sv. Anny. Také byla barokně rozšířena okna a byl pořízen nový oltář.
Vrchlabští měšťané si postupem času přestali starého a zároveň již zchátralého kostela vážit, připadal jim nedostatečně reprezentativní. Také byl příliš malý na zvětšující se množství věřících. Pokládali je, s výjimkou věže na jižní straně, za nestylový. Z těchto důvodů byl starý kostel roku 1886 zbořen.

### Historie nového novogotického kostela sv. Vavřince
Již při bourání starého kostela se památková péče snažila o jeho alespoň částečné zachování. Architekt vídeňského dómu Schmidt se zasazoval o uchování věže v původním stavu.
Podle dochovaných návrhů se soutěže na stavbu nového kostela zúčastnili tři architekti. O řešení se zachovanou věží se pokusil jen vrchlabský architekt Josef Kawan, který již dříve projektoval novorenesanční budovu spořitelny a školy ve Vrchlabí. Jeho návrh zachovával půdorys starého kostela, avšak k původní věži připojoval zcela novou loď s výraznými gotickými prvky.
Druhý vrchlabský stavitel Eduard Zirm se rozhodl pro řešení v klasicistním stylu a vytvořil celkové tři varianty půdorysu nového kostela.
Jelikož patronkou kostela a hlavním donátorem byla Aloisie Czernin-Morzinová, Černin-Morzinská vrchnost měla tedy hlavní slovo při výběru návrhu. Nejvíce se jim líbil projekt vysoce reprezentativního novogotického kostela, který vypracoval pražský architekt Stephan Tragl. Návrh vychází ze vzoru gotické katedrály, který přizpůsobil sevřenému prostření náměstí. Navrhl gotický trojlodní kostel se vstupem a věží v průčelí, transeptem a šestibokým presbytářem. Provedení stavby svěřila vrchnost autoru jednoho z odmítnutých návrhů, zmíněnému vrchlabskému rodákovi Eduardu Zirmovi.
V roce 1886 se za účasti patronky Aloisie na svátek Nanebevzetí Panny Marie, 15. srpna, konala slavnost svěcení základního kamene nového kostela. Po celý rok 1887 probíhala výstavba chrámových lodí a průčelí věže bylo dokončeno v červnu 1888. Téhož roku se 25. prosince poprvé ozvalo odbíjení kostelních hodin
Novogotický chrám sv. Vavřince byl vysvěcen 29. června 1889 na slavnost Petra a Pavla. Den před slavností přijel královéhradecký biskup dr. Josef Jan Hais, který při slavnosti za pomoci dvaceti kněží zasvětil kostel prvním kázáním.
Během první poloviny 20. století se na stavu kostela projevil odsun původního obyvatelstva a také během období socialismu byl kostel málo udržován. Své stopy zanechaly i drobné krádeže v 80. a 90. letech 20. století. V roce 1997 byl v kostele rekonstruován dřevěný strop nad sakristií, který byl masivně napaden dřevomorkou domácí. O dva roky později bylo také vyměněno neestetické osvětlení za nové a v témže roce byla provedena výměna původní břidlicové střechy, do které zatékalo, za novou měděnou.
Na jaře roku 2018 začala přestavba náměstí Míru a s ní i podle projektu další přemístění morového sloupu. Záměrem bylo sloup alespoň částečně vrátit na své původní místo.

## Architektonický popis exteriéru

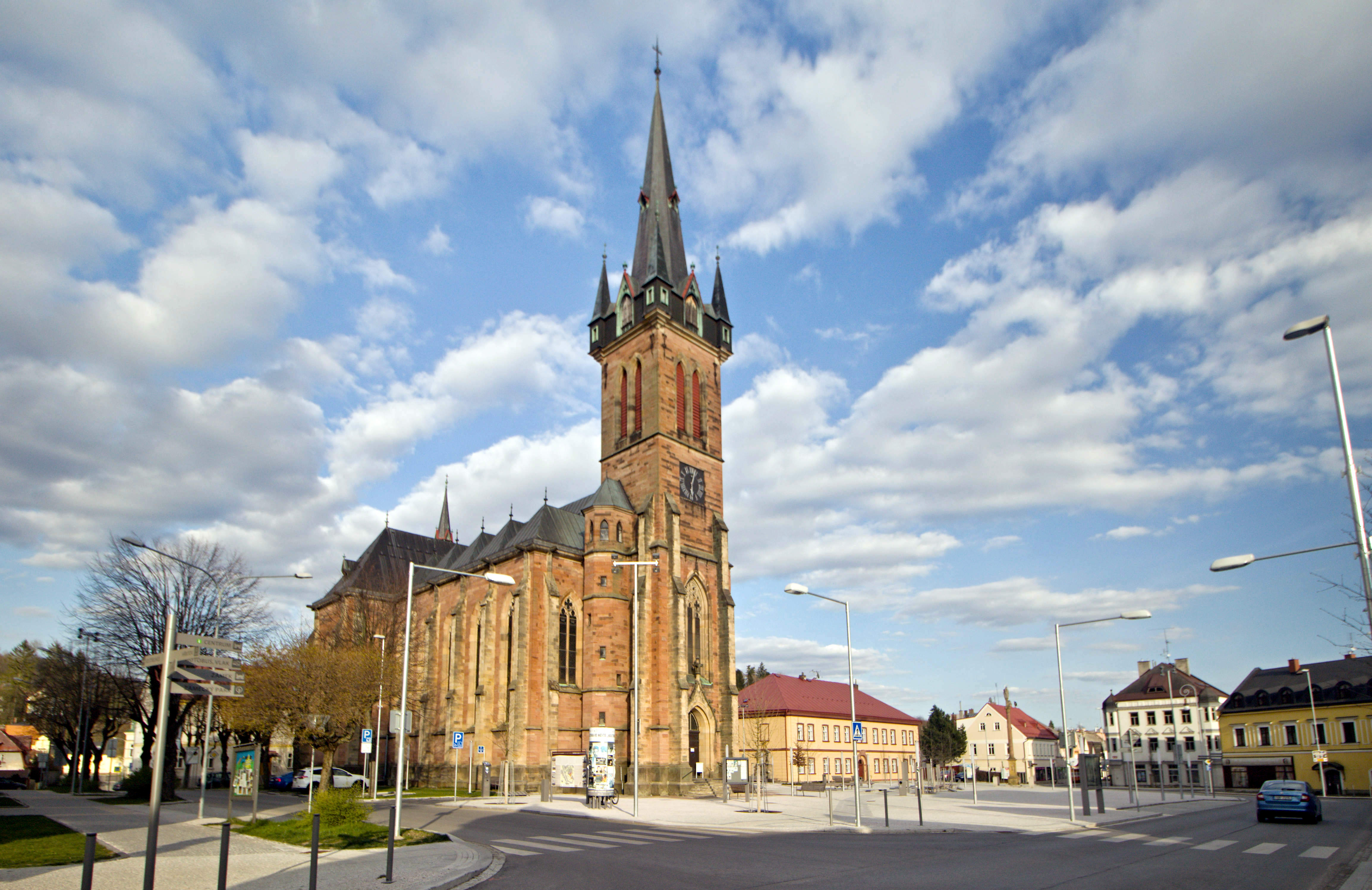
Současná podoba kostela

Architektura orientovaného kostela působí monumentálním dojmem jako skutečná dominanta Vrchlabí.
Je postaven v novogotickém slohu, inspirován gotickým půdorysem latinského kříže tvořeného trojlodní halou s příčnou lodí. Na východní straně zakončen presbyteriem a přístavbou sakristie. Nad kněžištěm je možné si na hřebeni střechy všimnout sanktusníku - malé věžičky se zvonem.
Dojem hmotnosti zvyšují i jiné architektonické prvky, například použitá sedlová střecha nad klenebními poli bočních lodí. Přispívá k němu i barevné podání a blokový rytmus zdiva, které využívá kontrastu červeného pískovce (lámaného v nedalekém Prosečném), jímž je stavba obložena, a žlutého pískovce hořického, ze kterého jsou zhotoveny pilíře, vytesána ostění a kružby oken.

### Věž
V průčelí kostela je 60 metrů vysoká štíhlá jehlancovitá věž s nárožními věžičkami. Jsou v ní zazděny cenné náhrobky a kamenické reliéfní prvky z kostela starého. A také na věži lze spatřit původní hodiny, které zhotovila firma Ludwiga Hainze z Prahy.

### Portály
Do kostela vedou tři vchody. Hlavní vchod tvoří novogotický ústupkový lomený portál v průčelí kostela, s vimperkem zdobeným trojlalokem, kraby a ve vrcholu je zakončen kytkou. Jinde se s podobnými zdobnými gotickými prvky v exteriéru kostela nesetkáme, neboť kostel se snaží o prostý vzhled. Druhý vchod vede rovnou do boční lodě, obdélníkový portál je menší velikosti než u hlavního vchodu a je zakončen horizontální římsou. Poslední, nejméně výrazný, vchod vede do sakristie a je určen pouze pro kněze.

### Okna
Po obvodu kostela jsou výrazná lomená okna zdobena gotickou kružbou, obvykle jsou rozdělena na dvě části - tzv. jeptišky a završená trojlalokem či čtyřlalokem. V transeptu a presbyteriu jsou kružby vyplněny bohatě barevnými, malovanými okenními skly.

### Opěrný systém
Opěrný systém, který se nachází po obvodu celého kostela, je jednoduchý a tvoří jej odstupňované opěrné pilíře bez jakýchkoliv zdobných prvků.

## Architektonický popis interiéru

### Věž
Věž kostela se nachází přímo v průčelí stavby, spodní části věže čtvercového půdorysu je zastropena tzv. plackou. Z té poté vstoupíme do prostoru hlavní lodě pod kruchtu.

### Loď
Hmotnost stavby vytváří především trojlodní tzn. pseudohala (postranní lodě jsou jen o málo nižší než loď hlavní), jež je dlouhá téměř 30 metrů a široká 18 metrů. Velkolepým dojmem působí křížová klenba, která je v hlavní lodi vysoká 15,5 metrů. Žebra klenby jsou svedena na složitě profilované svazkové přípory bez prstenců, vycházející z jednoduchého soklu, které jsou zakončeny listovou hlavicí.
V západní části se nachází kruchta, ke které je přistavěno točité schodiště kruhového půdorysu na severní straně věže. Kruchta se rozpíná na šíři v posledním západním poli hlavní lodi, od jednoho sloupu k druhému. Je nesena jednoduchými sloupy s patkou a florálními hlavicemi, ze kterých vychází profilované lomené arkády. Zábradlí kruchty je tvořeno slepými kružbami.

Hlavní loď kostela

Varhany, dotvářející novogotický ráz kostela v pohledu od hlavního oltáře, postavila známá krnovská firma bratří Riegrů.

Presbyterium kostela, oltář, křtitelnice

### Kněžiště
Polygonálně zakončené presbyterium je od lodě odděleno triumfálním obloukem, který je zdoben na jedné straně sochou Panny Marie a na druhé sochou ukřižovaného Krista. Kněžiště je šestiboce ukončené a je zaklenuto paprsčitou klenbou zakončenou zdobeným svorníkem a jedním polem křížové klenby rovněž se zdobným svorníkem. Žebra křížové klenby opět dosedají na svazek přípor s válcovým profilem, v závěru presbyteria jsou svedena žebra na jednu příporu. Všechny přípory jsou zdobeny hlavicemi s vegetabilním motivem.
Hlavní oltář bohužel brání pohledu na šest dvoudílných barevných, transparentně malovaných oken, které uzavírají presbyterium. Kružby oken opět uplatňují motiv jeptišky a trojlaloku. Na jihovýchodní straně, kde se nachází sakristie a panská oratoř, se také objevuje slepá kružba s jeptiškami.

### Příčná loď
Kostel přísně dodržuje novogotický výraz s výjimkou tří předmětů, které stavitelé převzali z kostela starého. Tím je oltářní obraz z kaple sv. Anny. Olejová malba, dnes umístěná v levé části transeptu, zachycuje ochránkyni našeho města sv. Annu s Pannou Marií a Ježíškem.
Z oltáře starého chrámu pochází i zpodobení sv. Vavřince, patrona starého i nového kostela, na oltáři v pravé části transeptu. Obraz představuje světce jako mladého diákona vzývaného věřícími. V zájmu slohové čistoty jsou obrazy zabudovány do novogotických oltářů.
Příčnou loď zakončují z obou stran krásná barevná čtyřdílná vitrážová okna s motivy Zvěstování Páně a Narození Páně.

### Sakristie
Sakristie je čtvercového půdorysu a zakončena dřevěným stropem.

### Zařízení interiéru
Na vnitřním zařízení kostela pracovali spolu s osvědčenými firmami i místní řemeslníci. Hlavní (dnes ztracený a podle pamětníků moc krásný) lustr pro 32 svíček zhotovený z mědi, železa a bronzu darovala kostelu vrchlabská slévárna Friedricha Klimsche.
Dřevěné lavice zdobené ornamenty (32 v hlavní a 4 v bočních lodích) a zpovědnice vyrobili místní truhláři A. Schedifka.
Na hlavním oltáři v prostoru kněžiště zastupuje sv. Vavřince, jemuž je kostel zasvěcen, sv. Trojice s velkou postavou Boha otce. V presbyteriu se také nachází měděná křtitelnice z roku 1566, která je nejstarším a nejvzácnějším předmětem v kostele. Je umístěna v kamenné křtitelnici, kterou vytesal do mramoru vrchlabský kamenický mistr Eduard Wlačiha. Víko křtitelnice z měděného bronzu s postavami Jana Křtitele a novorozence pochází však z dílny L. Maška v Karlíně.
K původnímu zařízení kostela náleží ještě dřevěná kazatelna se sochami evangelistů a apoštolů Petra a Pavla. Dvě z šesti postav byly však před časem odcizeny. Také nesmíme zapomenout na dřevěná zastavení křížové cesty na stěnách boční lodi.
Všechna novogotická sochařská výzdoba je dílem slavného Ústavu pro sochařství a stavbu oltářů Ferdinanda Demetze a dvorního sochaře J. Steinera, který vytvořil právě křížovou cestu a reliéfní postavy Panny Marie a Ježíše.

### Zvony
Původních zvonů bylo celkem pět. Největší a nejvzácnější z roku 1709, zasvěcený sv. Vavřinci a Václavovi, vážil okolo 2 tun a průměr jeho věnce měřil 135 cm. Kromě reliéfu obou světců jej zdobil ještě znak hrabat Morzinů a latinské nápisy. Odlila jej dílna Antonína Schonfelda v Praze.
Ostatní zvony (zasvěcené sv. Janu a Pavlu, sv. Františku Xaverskému, sv. Barboře a sv. Michalovi) byly podstatně menší váhy i průměru věnce. Uměleckou a historickou hodnotu všech věnců zvyšovala reliéfní vyobrazení světců nebo náboženské výjevy a nápisy.
Hromadné rekvizice zvonů pro vojenské účely zapříčinily, že děkanský kostel musel odevzdat pět zvonů včetně sanktusníku. Na naléhavé prosby vrchlabského děkana Franze Proschizera zůstal však ve věži zvon největší a nejcennější – zvon sv. Vavřince a sv. Václava. Po skončení války se do kostela nakoupily další zvony, ovšem během 2. světové války nacistická správa odebrala kostelu všechny zvony včetně zvonu sv. Vavřince a sv. Václava a tak věž kostela oněměla.

## Zajímavosti
V roce 1694 došlo k otevření hrobek v kostele, a to ze zcela praktických pohnutek. Tehdy byly v jedné z podzemních prostor nalezeny tři rakve. Jedna byla z velmi kvalitního cínu a vážila více než 210 kg, další dvě byly měděné o váze 80 kg. Ze získaného kovu byly vyrobeny píšťaly nových varhan.

## Fotogalerie

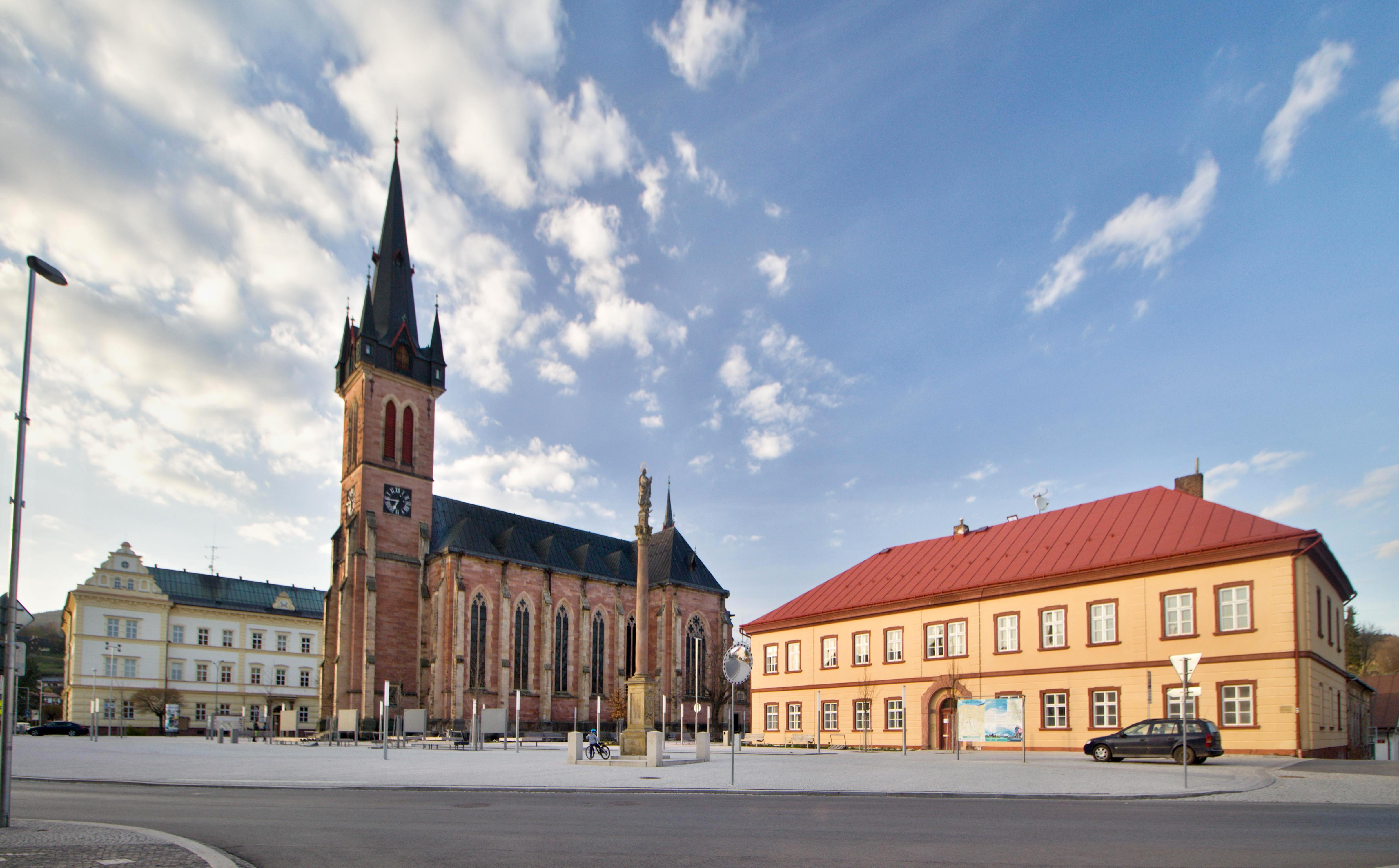
Náměstí Míru, kostel a budova vrchlabského děkanství
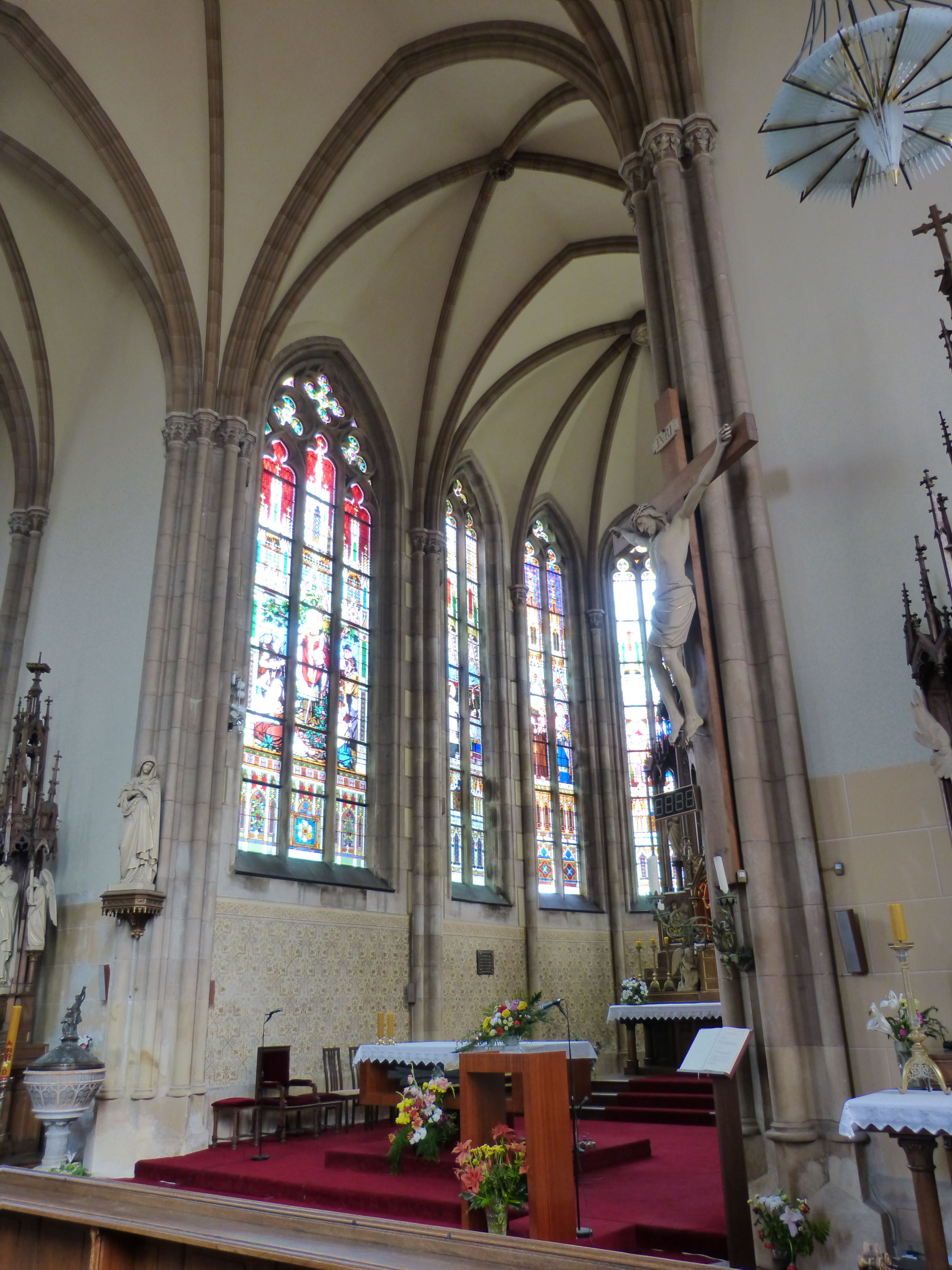
Triumfální oblouk, presbyterium
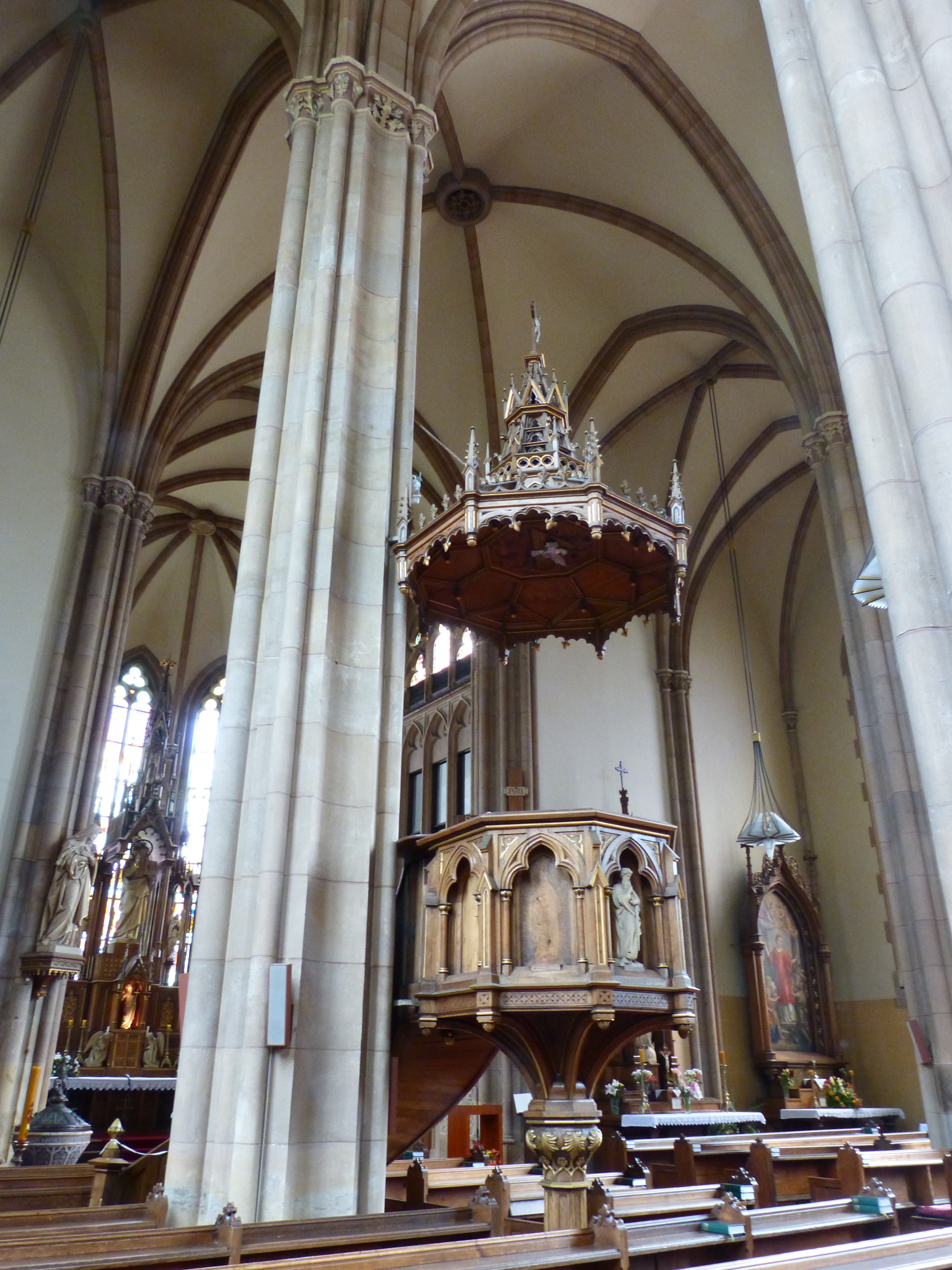
Dřevěná kazatelna
Kruchta v západní části hlavní lodě
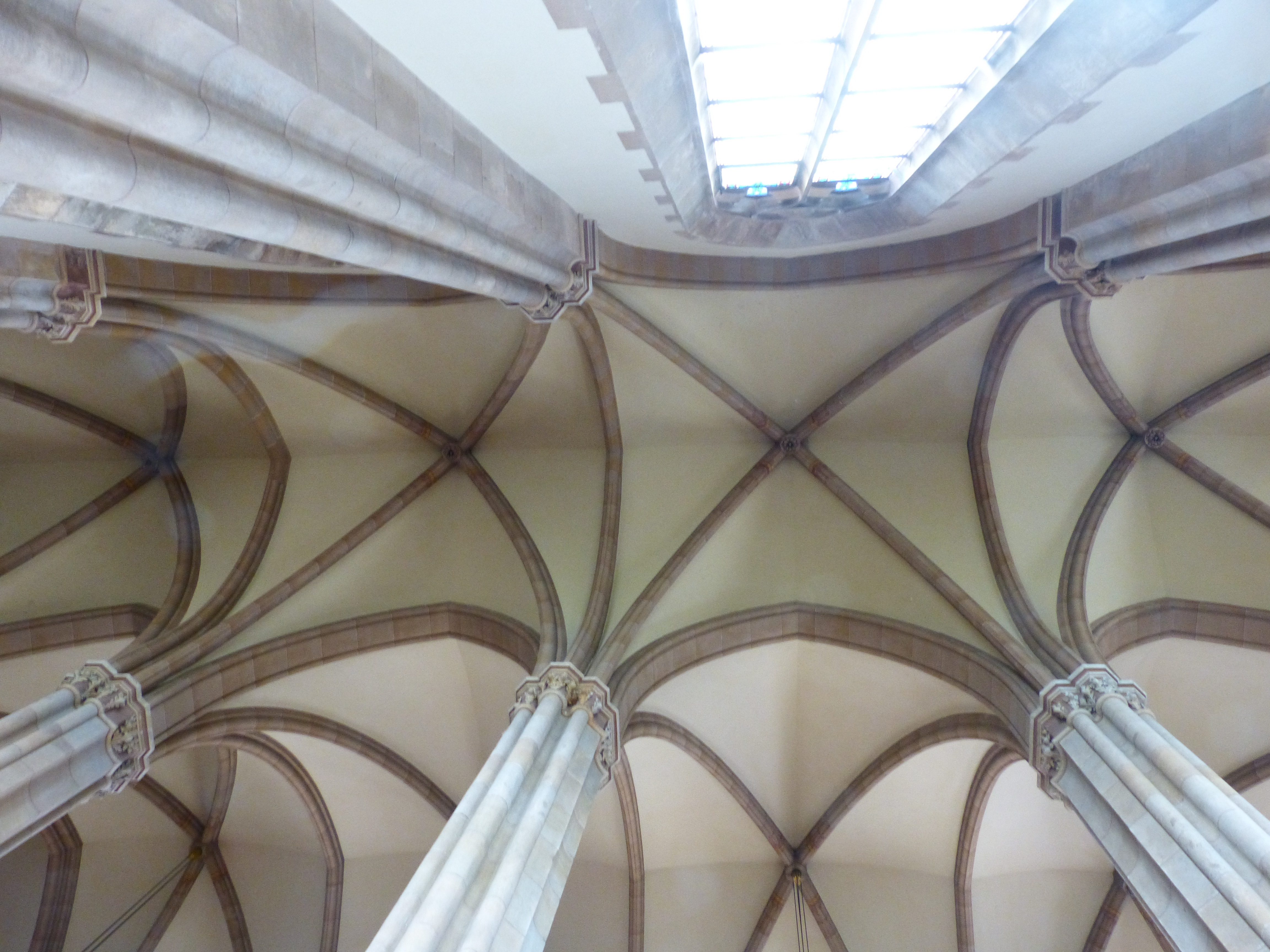
Žebra klenby dosedající na přípory a na pilíře
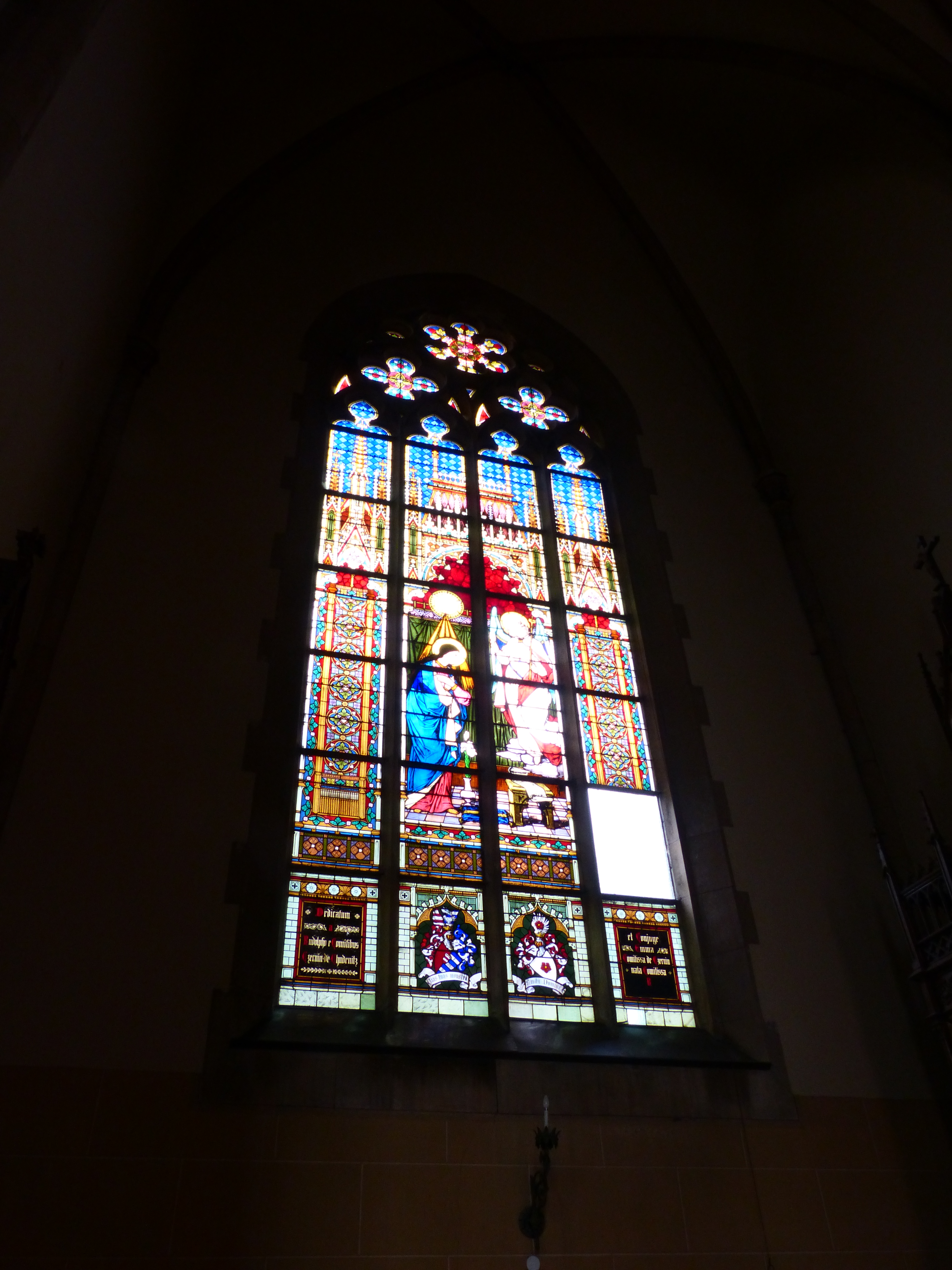
Čtyřdílné okno v severní části příčné lodě
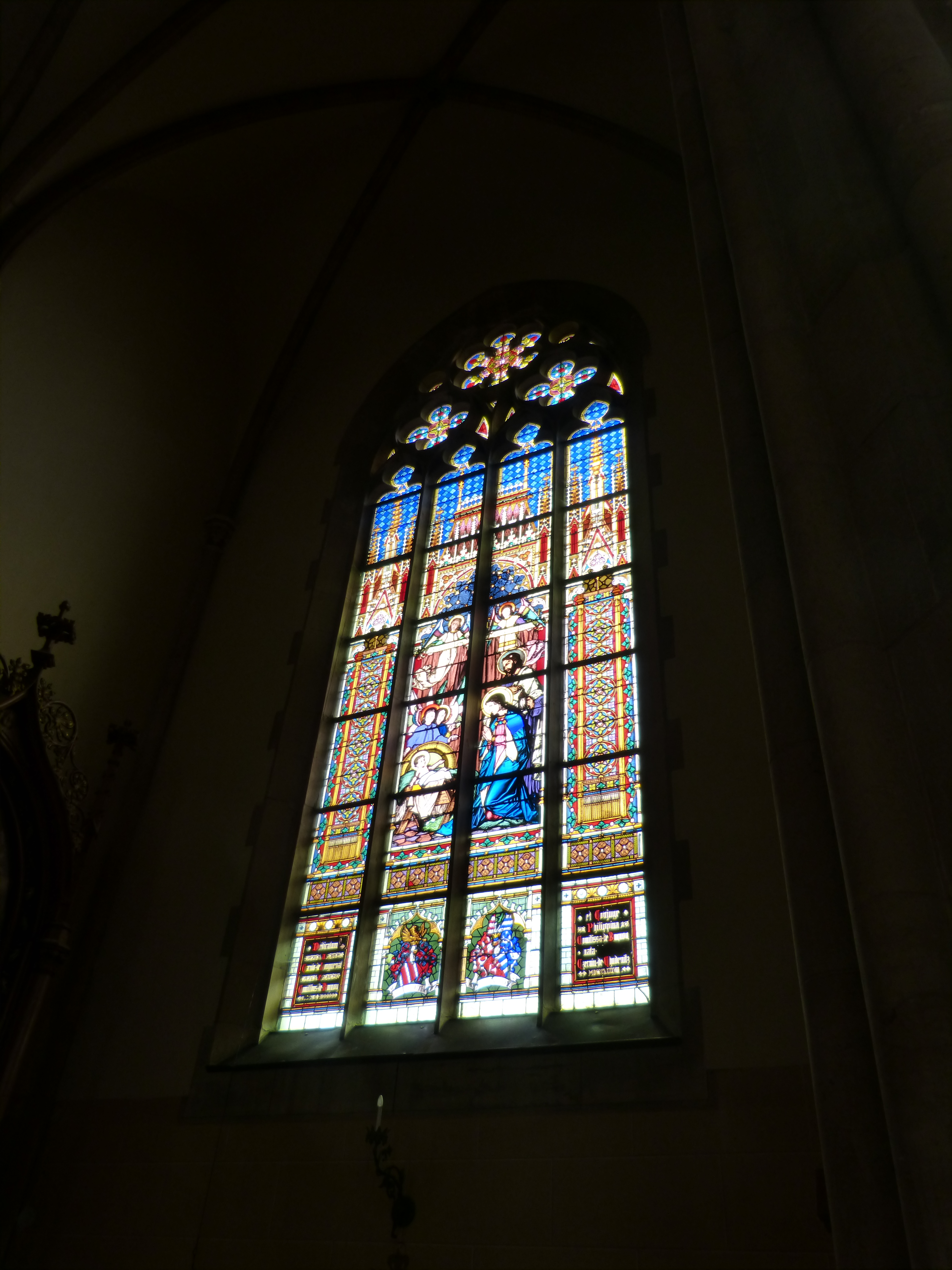
Čtyřdílné okno v jižní části transeptu
Zastavení dřevěné křížové cesty
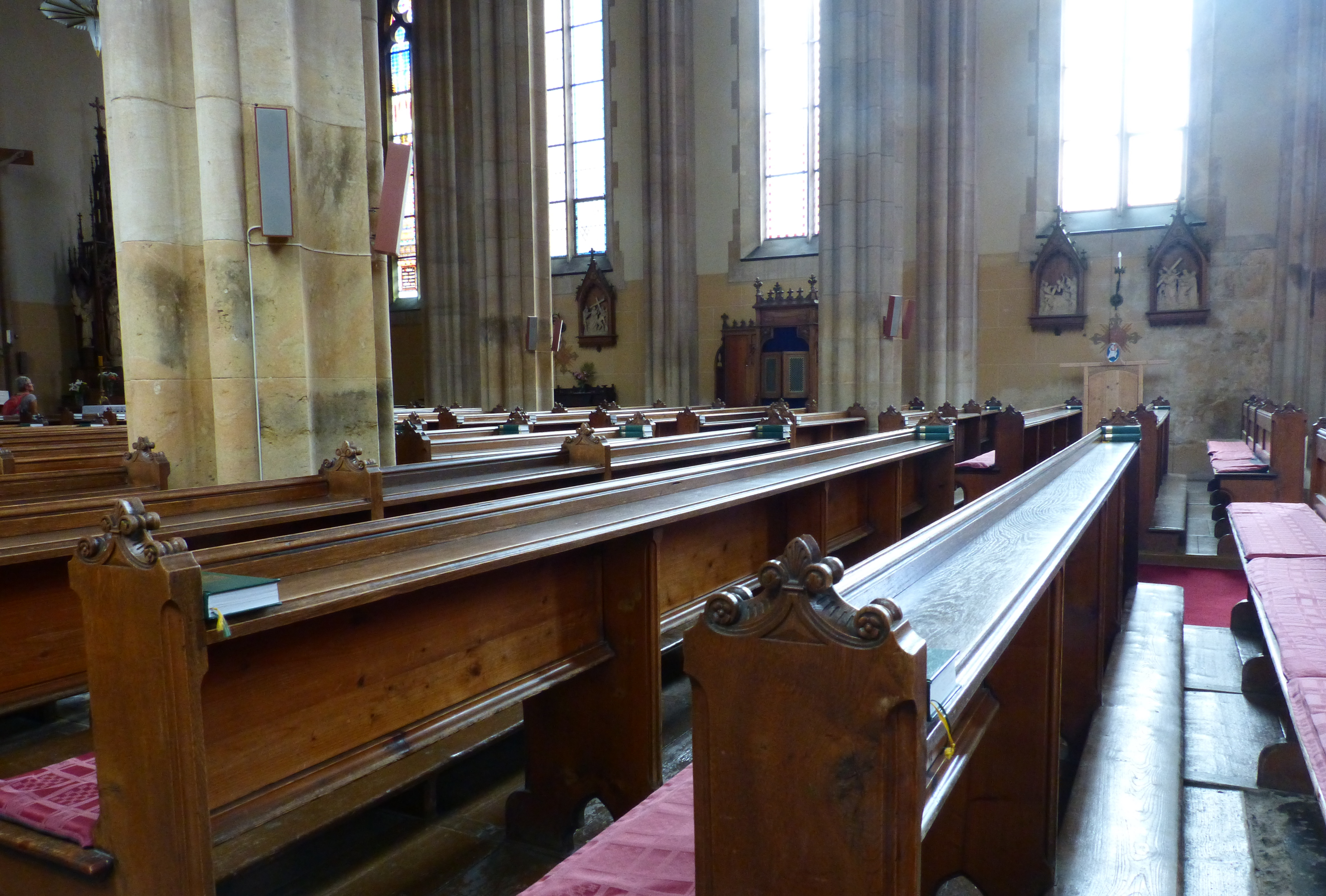
Dřevěné lavice v kostele
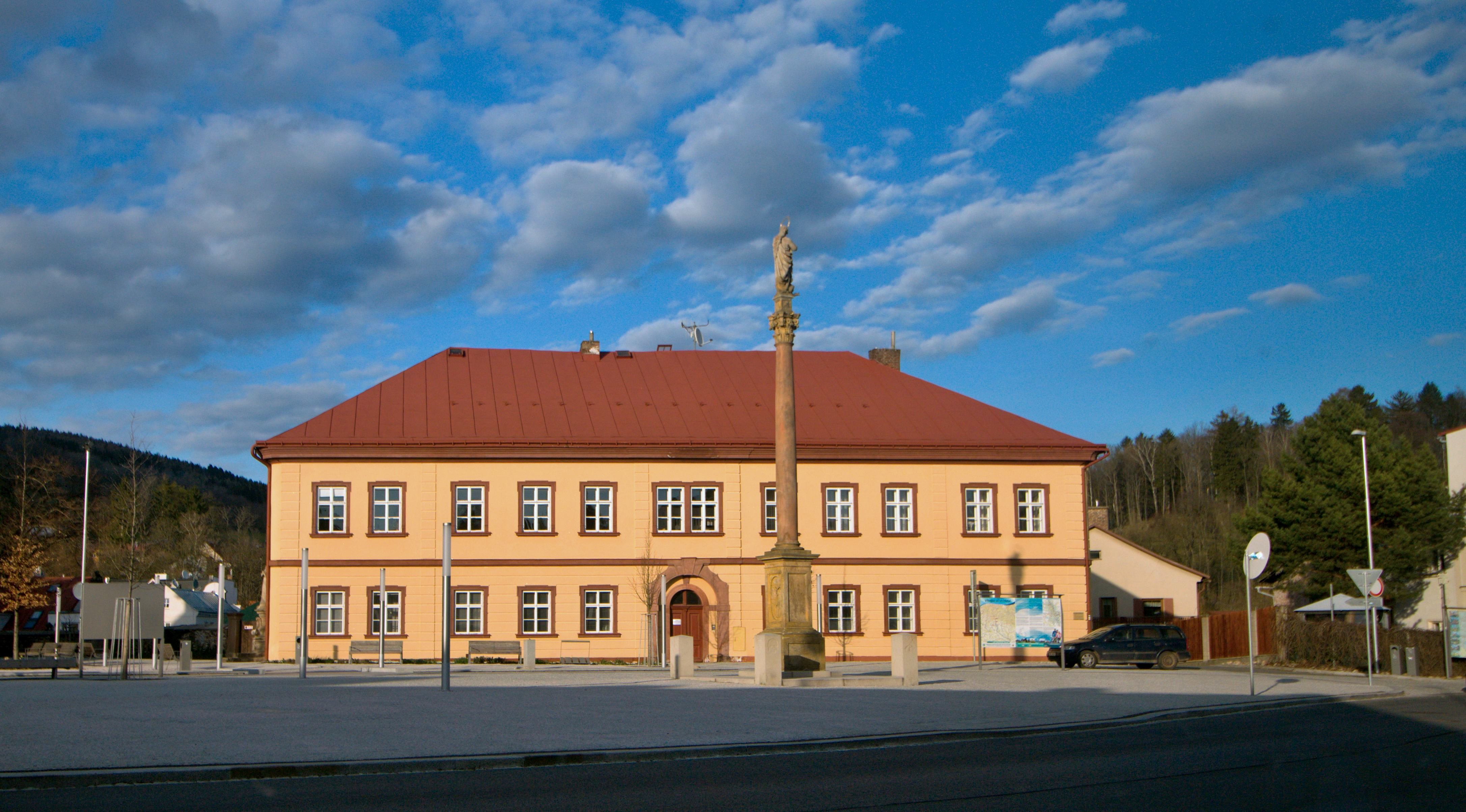
Budova vrchlabského děkanství s morovým sloupem
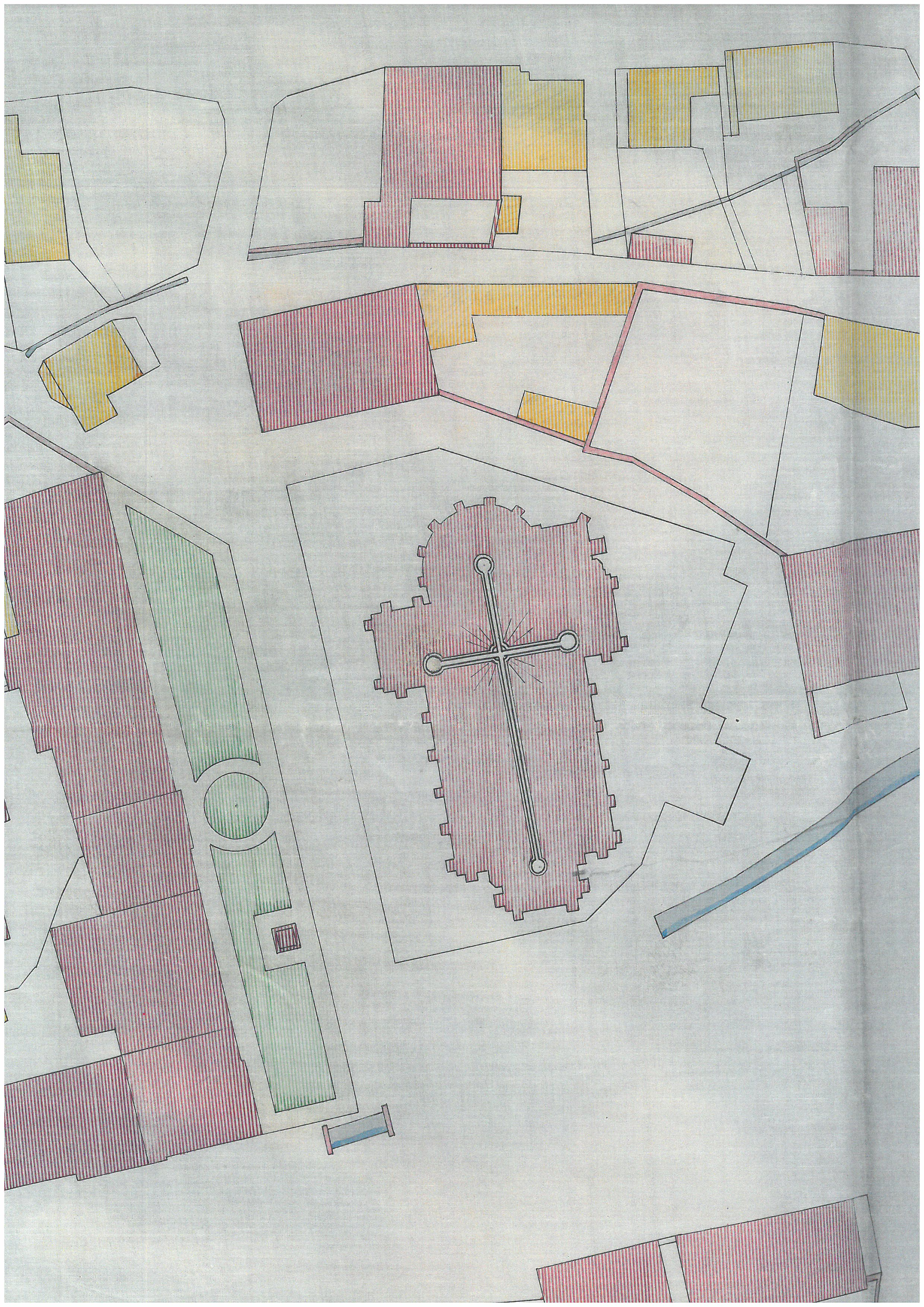
Situace nového kostela